# 2009 en astronomie
2007 en astronomie - 2008 en astronomie - 2009 en astronomie - 2010 en astronomie - 2011 en astronomie

## Événements

### Chronologie
2009 a été déclarée Année mondiale de l'astronomie par l'UNESCO, pour célébrer les 400 ans de la première utilisation d'une lunette astronomique par Galilée.

#### Janvier
- 4 janvier 2009  : la Terre se trouve à son périhélie[1].
- 15 janvier 2009 : ouverture de l'Année mondiale de l'astronomie au siège de l'Unesco à Paris.
- 15 janvier 2009 : des chercheurs de l'université de l'Indiana à Bloomington révèlent avoir détecté sur la  planète Mars des émissions saisonnières de méthane qui pourraient être provoquées  par l'activité géologique ou par des micro-organismes, ce qui serait une avancée  majeure dans la recherche de possibilité de traces de vie sur la planète  rouge[2].

- 20 janvier 2009 : selon un article publié dans la revue Geophysical Research Letters, les données fournies par la sonde américaine Mars Reconnaissance Orbiter (MRO) « confirment  la grande abondance de l'eau martienne sous forme de glace, mais aussi  son très haut degré de pureté (95 %), avec une concentration des impuretés à la périphérie de la calotte polaire  ». Les dépôts de glace sous les calottes polaires de la planète Mars représentent d'importantes réserves d'eau d'un volume total de « 2 à 3 millions de kilomètres cubes », mais les propriétés physiques de cette glace sont mal connues.

- 26 janvier 2009 : éclipse solaire annulaire[3].

- Selon une équipe internationale d'astronomes, la Voie lactée — notre galaxie — aurait une vitesse de rotation de 161 000 km/h soit bien plus importante qu'estimée jusqu'alors. Cette vélocité accrue fait que notre galaxie serait 50 % plus massive mais augmente aussi la probabilité d'une collision intergalactique, en particulier avec la galaxie voisine d'Andromède, de taille équivalente[4].

#### Février
- 9 février 2009 : éclipse lunaire pénombrale[3].
- 19 février 2009 : selon la revue Science, une explosion de rayons gamma d'une puissance jamais observée a été enregistrée en septembre 2008 par le nouveau télescope spatial américain Fermi. Selon les astrophysiciens, cette déflagration, apparue dans la constellation de la Carène, a été l'équivalent de près de 9 000 supernovas explosant simultanément et émettant cinq fois autant d'énergie que le soleil en moins de 60 secondes sous forme de rayons X et gamma. Une supernova marque la mort d'une étoile qui explose après avoir épuisé son carburant nucléaire. Au sein de ce jet de rayons gamma d'une puissance jamais vue, baptisé GRB 080916C, la matière a été expulsée quasiment à la vitesse de la lumière. Les rayons les plus extrêmes provenant de la source transportaient 30 milliards de fois plus d'énergie que la lumière visible.
- 24 février 2009 : pic de luminosité de la comète C/2007 N3, visible à l'œil nu.
- 28 février 2009 : passage de l'astéroïde 2009 BD81 à proximité (0,046 UA, soit environ 7 millions de kilomètres) de la Terre.

#### Mars
- 2 mars 2009 : l'astéroïde 2009 DD45, découvert trois jours auparavant, passe à 63 500 km de la Terre.
- 9 mars : lancement du télescope spatial Kepler.
- 20 mars : équinoxe de mars à 11:44 UTC[1].

- 25 mars 2009 : l'Institut SETI de Californie et l'université de Khartoum annoncent que 47 fragments d'un poids total de 3,95 kilos de l'astéroïde 2008 TC3 ont pu être retrouvés dans le désert du Soudan après sa chute le 7 octobre 2008. Pour la première fois, les scientifiques possèdent donc les résultats des observations d'un corps céleste dans l'espace, par spectrographie, et des analyses en laboratoire de fragments de ce même astéroïde.

- Assistance gravitationnelle de Mars prévue pour la sonde spatiale Dawn.

#### Avril
- 14 avril 2009: réalisation des premières images en 3D d'une tempête solaire grâce à la sonde STEREO.
- 23 avril 2009 : détection du sursaut gamma GRB 090423, alors le plus lointain événement astronomique jamais observé (600 millions d'années après le Big Bang).

#### Juin
- 8 juin 2009 : la NASA annonce que l'astéroïde (136617) 1994 CC est un système triple[5].

- 9 juin 2009 : selon l'astrophysicien Charles Townes, l'étoile géante Bételgeuse (constellation d'Orion), l'une des huit plus brillantes dans le ciel, a rapetissé de 15 % en quinze ans : « Nous allons continuer à observer cette étoile de près au cours des prochaines années pour voir si elle continue à se réduire ou va revenir à sa taille initiale […] Malgré tout ce que nous savons quant aux galaxies et à l'univers lointain, nous avons encore beaucoup à apprendre des étoiles y compris ce qui se passe quand ces géantes rouges arrivent à la fin de leur existence »[6].

- 18 juin 2009 : des preuves de la présence d'un lac ont été repérées sur Mars selon les images transmises par la mission Mars Reconnaissance Orbite. Un canyon d'une cinquantaine de kilomètres et les restes d'une plage ont été photographiés et constituent probablement les preuves les plus évidentes jusqu'à présent de la présence d'un lac de 1 200 km2 et d'une profondeur de 450 mètres sur cette planète[7]. Ce lac a été baptisé Shalbatana du nom de la vallée où il est situé et se serait formé il y a 3,4 milliards d'années, à une époque où les scientifiques pensent généralement que Mars était froide et sèche.

- 20 juin 2009 : découverte de la supernova SN 2009gj.

- 21 juin 2009 : solstice de juin à 05:45 UTC[1].

- 25 juin 2009 : les données recueillies par le vaisseau spatial Cassini a permis de montrer que Enceladus, un satellite de  Saturne a un océan d'eau sous sa surface glacé et dégage des volutes de vapeur géantes et des flocons de glace. Cette étude montre aussi que cet astre contient des sels de sodium[8].

#### Juillet
- 4 juillet 2009 : la Terre se trouve à son aphélie[1].
- 7 juillet 2009 : éclipse lunaire pénombrale[3].
- 19 juillet 2009 : découverte d'un impact sur Jupiter qui aurait été causé par une comète près du pôle sud de la planète géante[9].
- 22 juillet 2009 : éclipse solaire totale, la plus longue du XXIe siècle[3].
- 24 juillet 2009 : le roi Juan Carlos a inauguré le plus grand télescope optique-infrarouge au monde, construit sur l'île de La Palma pour un coût de plus de 100 millions d'euros. Installé à 2 400 mètres d'altitude, le Grand télescope des Canaries (GTC) dispose d'un miroir circulaire de 10,4 mètres de diamètre et dispose d'« une capacité de vision équivalente à quatre millions de pupilles humaines ». À terme, son équipement infrarouge lui permettra d'observer les « objets froids » de l'univers comme les galaxies lointaines ou les étoiles en formation. Le GTC dépasse par sa taille le Keck américain, installé à Hawaï, les quatre Very large telescope (VLT) européens du désert de l'Atacama au nord du Chili, et les Gemini chiliens et hawaïens[10].
- 25 juillet 2009 : Jupiter a été heurté par de gros débris d'un astéroïde qui ont provoqué une déchirure dans l'atmosphère, près de son pôle sud[11].

#### Août
- 6 août 2009 : éclipse lunaire pénombrale[3].

#### Septembre
- 22 septembre 2009 : équinoxe de septembre à 21:18 UTC[1].

#### Novembre
- 9 novembre 2009 : l'astéroïde 2009 VA passe à 14 000 km de la Terre.

#### Décembre
- 21 décembre 2009 : solstice de décembre à 17:47 UTC[1].
- 31 décembre 2009 : éclipse lunaire partielle[3].

### Exoplanètes
Liste des découvertes d'exoplanètes en 2009 :
- 2 janvier : HAT-P-11 b, plus petite exoplanète découverte par transit[12]
- 10 janvier : HD 173416 b[13]
- 28 janvier : HD 7924 b[14]
- 2 février : CoRoT-6 b[15]
- 3 février : CoRoT-7 b, plus petite planète tellurique découverte jusqu'à l'annonce de la découverte de Kepler-10 b[16]
- 18 février : HD 11506 c[17]
- 23 février : HD 16417 b[18]
- 20 mars : HD 139357 b[19]
- 20 mars : 42 Draconis b[19]
- 21 avril : Gliese 581 e, 4e planète connue en orbite autour de Gliese 581 avec une masse minimale de 1,9 fois celle de la Terre, il s'agit de l'exoplanète la plus légère découverte jusque-là[20].
- 10 juin : BD+14 4559 b, BD+20 2457 b, BD+20 2457 c, HD 240210 b
- Juillet : χ Virginis b
- 21 juillet : HAT-P-13 b, HAT-P-13 c
- Août : WASP-17 b
- 3 août : WASP-16 b
- 4 août : MOA-2008-BLG-310L b
- 11 août : HD 147018 b, HD 147018 c, HD 171238 b, HD 204313 b
- 12 août : 11 Ursae Minoris b, HD 148427 b, HD 179079 b, HD 30562 b, HD 32518 b, HD 73534 b
- 13 août : HD 85390 b, HD 86264 b
- 24 août : CoRoT-7 c
- 27 août : WASP-18 b
- 19 octobre : BD-082823 b, BD-082823 c, Gliese 433 b, Gliese 667 Cb, Gliese 676 Ab, HD 103197 b, HD 104067 b, HD 125595 b, HD 125612 c, HD 125612 d, HD 148156 b, HD 156411 b, HD 181720 b, HD 190984 b, HD 215497 b, HD 215497 c, HD 28254 b, HD 290327 b, HD 7924 b, HD 8535 b, HD 87883 b, HD 90156 b, HD 96167 b, HIP 12961 b, HIP 5158 b, HIP 70849 b
- 6 novembre : γ1 Leonis b, HD 43197 b, HD 44219 b, HD 5388 b, HD 63765 b, HD 6718 b
- 9 novembre : GJ 758 b, GJ 758 c
- 13 novembre : QS Virginis b
- 27 novembre : 30 Arietis Bb
- 8 décembre : OGLE-2007-BLG-368L b
- 10 décembre : WASP-19 b
- 14 décembre : 23 Librae c, 61 Virginis b, 61 Virginis c, 61 Virginis d, HD 1461 b, HD 1461 c, HD 1461 d
- 16 décembre : DP Leonis b, Gliese 1214 b
- 17 décembre : BD+20°1790 b, Gliese 649 b
- 2009 : HD 16760 b, HIP 14810 d

## Phases de la Lune
Le tableau suivant résume les phases de la Lune pour l'année 2009 :
| #  | Premier quartier | Pleine lune | Dernier quartier | Nouvelle lune |
| -- | ---------------- | ----------- | ---------------- | ------------- |
| 1  | 04/01            | 11/01       | 18/01            | 26/01         |
| 2  | 02/02            | 09/02       | 16/02            | 25/02         |
| 3  | 04/03            | 11/03       | 18/03            | 26/03         |
| 4  | 02/04            | 09/04       | 17/04            | 25/04         |
| 5  | 01/05            | 09/05       | 17/05            | 24/05         |
| 6  | 31/05            | 07/06       | 15/06            | 22/06         |
| 7  | 29/06            | 07/07       | 15/07            | 22/07         |
| 8  | 28/07            | 06/08       | 13/08            | 20/08         |
| 9  | 27/08            | 04/09       | 12/09            | 19/09         |
| 10 | 26/09            | 04/10       | 11/10            | 18/10         |
| 11 | 26/10            | 02/11       | 09/11            | 16/11         |
| 12 | 24/11            | 02/12       | 09/12            | 16/12         |
| 13 | 24/12            | 31/12       | –                | –             |

## Conjonctions

### Lune et planètes
Conjonctions entre la Lune et les planètes du système solaire pour l'année 2009 :
| Date  | Heure (UTC) | Premier corps | Deuxième corps | Séparation (°) |
| ----- | ----------- | ------------- | -------------- | -------------- |
| 15/01 | 05:20       | Lune          | Saturne        | 6,31           |
| 25/01 | 12:35       | Lune          | Mercure        | 5,92           |
| 30/01 | 18:20       | Lune          | Vénus          | 4,1            |
| 23/02 | 07:10       | Lune          | Mercure        | 4,4            |
| 23/02 | 07:10       | Lune          | Jupiter        | 3,2            |
| 27/02 | 21:25       | Lune          | Vénus          | 3,2            |
| 10/03 | 20:55       | Lune          | Saturne        | 5,74           |
| 23/03 | 06:00       | Lune          | Jupiter        | 4,8            |
| 24/03 | 10:55       | Lune          | Mars           | 3,05           |
| 07/04 | 03:20       | Lune          | Saturne        | 6,22           |
| 19/04 | 06:20       | Lune          | Jupiter        | 5,4            |
| 22/04 | 05:50       | Lune          | Uranus         | 3,64           |
| 22/04 | 16:55       | Lune          | Vénus          | 0,61           |
| 22/04 | 17:00       | Lune          | Mars           | 4,86           |
| 26/04 | 19:10       | Lune          | Mercure        | 1,40           |
| 17/05 | 07:05       | Lune          | Jupiter        | 2,06           |
| 21/05 | 05:00       | Lune          | Vénus          | 5,1            |
| 21/05 | 05:25       | Lune          | Mars           | 7,7            |
| 31/05 | 22:25       | Lune          | Saturne        | 7,9            |
| 14/06 | 01:55       | Lune          | Jupiter        | 5,4            |
| 16/06 | 02:25       | Lune          | Uranus         | 4,24           |
| 19/06 | 05:05       | Lune          | Vénus          | 8,3            |
| 19/06 | 05:05       | Lune          | Mars           | 7,4            |
| 21/06 | 07:35       | Lune          | Mercure        | 5,55           |
| 27/06 | 21:05       | Lune          | Saturne        | 6,50           |
| 11/07 | 00:05       | Lune          | Jupiter        | 3,1            |
| 18/07 | 14:25       | Lune          | Mars           | 4,18           |
| 19/07 | 04:55       | Lune          | Vénus          | 4,96           |
| 22/07 | 20:30       | Lune          | Mercure        | 3,35           |
| 25/07 | 22:20       | Lune          | Saturne        | 8,8            |
| 06/08 | 22:00       | Lune          | Jupiter        | 2,4            |
| 16/08 | 03:40       | Lune          | Mars           | 2,42           |
| 18/08 | 04:20       | Lune          | Vénus          | 3,5            |
| 02/09 | 20:35       | Lune          | Jupiter        | 2,08           |
| 14/09 | 01:50       | Lune          | Mars           | 4,8            |
| 16/09 | 17:40       | Lune          | Vénus          | 3,76           |
| 18/09 | 18:10       | Lune          | Saturne        | 6,83           |
| 30/09 | 00:10       | Lune          | Jupiter        | 2,28           |
| 02/10 | 22:35       | Lune          | Uranus         | 4,36           |
| 12/10 | 01:50       | Lune          | Mars           | 1,58           |
| 16/10 | 07:30       | Lune          | Saturne        | 6,60           |
| 16/10 | 12:25       | Lune          | Vénus          | 6,70           |
| 17/10 | 07:30       | Lune          | Mercure        | 7,0            |
| 26/10 | 23:55       | Lune          | Jupiter        | 5,2            |
| 09/11 | 03:40       | Lune          | Mars           | 3,48           |
| 15/11 | 07:25       | Lune          | Vénus          | 7,7            |
| 23/11 | 20:25       | Lune          | Jupiter        | 2,98           |
| 06/12 | 23:25       | Lune          | Mars           | 5,22           |
| 10/12 | 03:30       | Lune          | Saturne        | 7,40           |
| 18/12 | 17:30       | Lune          | Mercure        | 3,7            |
| 21/12 | 12:10       | Lune          | Jupiter        | 3,11           |
| 23/12 | 23:30       | Lune          | Uranus         | 5,22           |

### Entre planètes
Conjonctions entre planètes du système solaire pour l'année 2009 :
| Date  | Heure (UTC) | Premier corps | Deuxième corps | Séparation |
| ----- | ----------- | ------------- | -------------- | ---------- |
| 18/01 | 10:35       | Mercure       | Jupiter        | 3,3°       |
| 22/01 | 22:04       | Vénus         | Uranus         | 1,2°       |
| 27/01 | 11:19       | Mercure       | Mars           | 4,3°       |
| 17/02 | 17:18       | Mars          | Jupiter        | 33,6'      |
| 24/02 | 06:31       | Mercure       | Jupiter        | 36,9'      |
| 02/03 | 01:40       | Mercure       | Mars           | 35,6'      |
| 08/03 | 13:44       | Mars          | Neptune        | 45,7'      |
| 22/03 | 06:37       | Mercure       | Uranus         | 1,3°       |
| 29/03 | 12:13       | Mercure       | Vénus          | 9,4°       |
| 15/04 | 12:02       | Mars          | Uranus         | 26,0'      |
| 23/04 | 09:14       | Vénus         | Uranus         | 6,2°       |
| 24/04 | 18:05       | Vénus         | Mars           | 4,1°       |
| 21/06 | 07:19       | Vénus         | Mars           | 2,0°       |
| 09/07 | 18:50       | Jupiter       | Neptune        | 33,7'      |
| 17/08 | 08:16       | Mercure       | Saturne        | 2,9°       |
| 23/09 | 17:04       | Mercure       | Saturne        | 4,2°       |
| 08/10 | 07:49       | Mercure       | Vénus          | 5,8°       |
| 08/10 | 09:11       | Mercure       | Saturne        | 18,1'      |
| 13/10 | 12:58       | Vénus         | Saturne        | 30,9'      |